# ZA-20
La ZA-20 es una carretera multicarril competencia del Ministerio de Transportes, Movilidad y Agenda Urbana que forma la 1.ª circunvalación de Zamora desde el final de la  ZA-11  en el norte (polígono industrial La Hiniesta Ampliación) hasta el final de la  ZA-13  en el sur (Puente de los Tres Árboles). Posteriormente, se ha ampliado dicha carretera hasta el polígono industrial La Hiniesta pero esta ampliación no se incluye como ZA-20. Esta cruza antes la carretera  ZA-P-1405 , que se dirige a La Hiniesta. En la actualidad esta circunvalación está integrada en una travesía urbana con semáforos y corresponde con la  Avenida del Cardenal Cisneros  de Zamora.

## Recorrido
La ZA-20 comienza en una rotonda que enlaza con la  ZA-11 , con el   Polígono industrial La Hiniesta  y con la  Avenida de Galicia . A partir de ahí se dirige a una nueva rotonda que pretende enlazar la circunvalación con los barrios de San José Obrero y de La Alberca, pero actualmente las conexiones no están realizadas. La próxima rotonda sirve para dar acceso a la  CL-612 , que conecta Zamora con Villalpando y Palencia, al barrio de La Alberca, al barrio de Peña Trevinca y al Centro Comercial Valderaduey. A partir de aquí, la circunvalación se convierte en una travesía con semáforos que enlazan con diversas calles de Zamora, con la estación de autobuses y con la estación de ferrocarril, con la  N-122  que luego enlaza, a la salida de Zamora, con la  ZA-12  y, a través de la  Carretera de la Aldehuela , con el recinto ferial de Zamora. En el cruce con esta última, comienza la  ZA-13 .

## Tramos
| Denominación | Tramo                                                                                          | Kilómetros | Año servicio           |
| ------------ | ---------------------------------------------------------------------------------------------- | ---------- | ---------------------- |
| ZA-20        | Pol. La Hiniesta - Puente de los Tres Árboles Tramo original Remodelación tramo (humanización) | 3,1 2,8    | 1992 Obras adjudicadas |

## Cruces
| ZA-20 ( Avenida del Cardenal Cisneros ) - 1ª Circunvalación de Zamora | ZA-20 ( Avenida del Cardenal Cisneros ) - 1ª Circunvalación de Zamora          | ZA-20 ( Avenida del Cardenal Cisneros ) - 1ª Circunvalación de Zamora                                                                               | ZA-20 ( Avenida del Cardenal Cisneros ) - 1ª Circunvalación de Zamora | ZA-20 ( Avenida del Cardenal Cisneros ) - 1ª Circunvalación de Zamora | ZA-20 ( Avenida del Cardenal Cisneros ) - 1ª Circunvalación de Zamora | ZA-20 ( Avenida del Cardenal Cisneros ) - 1ª Circunvalación de Zamora | ZA-20 ( Avenida del Cardenal Cisneros ) - 1ª Circunvalación de Zamora | ZA-20 ( Avenida del Cardenal Cisneros ) - 1ª Circunvalación de Zamora |
| P.K.                                                                  | Sentido ZA-13 (ascendente)                                                     | Sentido ZA-13 (ascendente) | Sentido ZA-13 (ascendente) | Esquema                                                               | Sentido ZA-11 (descendente) | Sentido ZA-11 (descendente)                                           | Sentido ZA-11 (descendente)                                           | Notas                                                                 |
| P.K.                                                                  | Velocidad                                                                      | Elemento Carriles | Salida | Esquema                                                               | Salida | Elemento Carriles                                                     | Velocidad                                                             | Notas                                                                 |
| --------------------------------------------------------------------- | ------------------------------------------------------------------------------ | --- | --- | --------------------------------------------------------------------- | --- | --------------------------------------------------------------------- | --------------------------------------------------------------------- | --------------------------------------------------------------------- |
| 0,000                                                                 |                                                                                | | Inicio de la: ZA-20 1ª Circunvalación de Zamora Continúa por: |                                                                       | Fin de la: ZA-20 1ª Circunvalación de Zamora Continúa por: |                                                                       |                                                                       |                                                                       |
| 0,000                                                                 | ZA-20 Todas direcciones                                                        | Centro de transportes Centro de conservación y explotación de carreteras Polígono industrial La Hiniesta ZA-P-1405 La Hiniesta - Manzanal del Barco | |                                                                       | |                                                                       |                                                                       |                                                                       |
| 0,000                                                                 |                                                                                | | Centro urbano ZA-11 A-66 Benavente - León A-11 E-82 Alcañices - Braganza                                                                                                  |                                                                       | Centro urbano ZA-11 A-66 Benavente - León A-11 E-82 Alcañices - Braganza |                                                                       |                                                                       |                                                                       |
| 0,050                                                                 |                                                                                | | |                                                                       | |                                                                       |                                                                       |                                                                       |
| 0,350                                                                 |                                                                                | | Barrio de San José Obrero Barrio de La Alberca |                                                                       | Barrio de San José Obrero Barrio de La Alberca |                                                                       |                                                                       | ACCESOS EN CONSTRUCCIÓN                                               |
| 0,950                                                                 |                                                                                | | Centro comercial CL-612 Villalpando - Palencia A-66 |                                                                       | Centro comercial CL-612 Villalpando - Palencia A-66 |                                                                       |                                                                       |                                                                       |
| 1,200                                                                 |                                                                                | | FFCC Zamora-Ourense LAV Olmedo-Zamora-Galicia |                                                                       | FFCC Zamora-Ourense LAV Olmedo-Zamora-Galicia |                                                                       |                                                                       |                                                                       |
| 1,250                                                                 |                                                                                | | Estación FFCC - Carretera de la Estación Calle Ferrocarril |                                                                       | Estación FFCC - Carretera de la Estación Calle Ferrocarril |                                                                       |                                                                       |                                                                       |
| 1,300                                                                 |                                                                                | | Vía de servicio Avenida de Víctor Gallego |                                                                       | |                                                                       |                                                                       |                                                                       |
| 1,600                                                                 |                                                                                | | |                                                                       | Vía de servicio |                                                                       |                                                                       |                                                                       |
| 1,625                                                                 |                                                                                | | Centro ciudad - Avenida de las Tres Cruces Estación FFCC - Estación autobuses                                                                                             |                                                                       | Centro ciudad - Avenida de las Tres Cruces Estación FFCC - Estación autobuses |                                                                       |                                                                       |                                                                       |
| 1,740                                                                 |                                                                                | | Calle de Santa Teresa |                                                                       | |                                                                       |                                                                       |                                                                       |
| 1,800                                                                 |                                                                                | | |                                                                       | Calle de Miguel de Unamuno (Por vía de servicio) |                                                                       |                                                                       |                                                                       |
| 1,950                                                                 |                                                                                | | Avenida del Príncipe de Asturias |                                                                       | |                                                                       |                                                                       |                                                                       |
| 2,100                                                                 |                                                                                | | Centro ciudad - Conjunto histórico Avenida de Requejo ZA-12 N-122 A-11 E-82 Tordesillas - Valladolid - Madrid                                                             |                                                                       | Vía de servicio Centro ciudad - Conjunto histórico Avenida de Requejo ZA-12 N-122 A-11 E-82 Tordesillas - Valladolid - Madrid                                                                                         |                                                                       |                                                                       |                                                                       |
| 2,200                                                                 |                                                                                | | Calle de Arapiles |                                                                       | Calle de Arapiles |                                                                       |                                                                       |                                                                       |
| 2,270                                                                 |                                                                                | | |                                                                       | |                                                                       |                                                                       |                                                                       |
| 2,340                                                                 |                                                                                | | |                                                                       | Calle de Hernán Cortés |                                                                       |                                                                       |                                                                       |
| 2,450                                                                 |                                                                                | | |                                                                       | |                                                                       |                                                                       |                                                                       |
| 2,510                                                                 |                                                                                | | |                                                                       | Calle de Diego de Almagro |                                                                       |                                                                       |                                                                       |
| 2,590                                                                 |                                                                                | | |                                                                       | Plaza Goleta |                                                                       |                                                                       |                                                                       |
| 2,690                                                                 |                                                                                | | Calle de Magallanes |                                                                       | Calle de Magallanes - Centro ciudad Calle de Juan Sebastián Elcano |                                                                       |                                                                       |                                                                       |
| 2,750                                                                 |                                                                                | | |                                                                       | Calle de la Corbeta |                                                                       |                                                                       |                                                                       |
| 2,800                                                                 |                                                                                | | Calle de Candelaria Ruiz del Árbol Parador de Turismo - Conjunto histórico Ciudad Deportiva - Parque de los Tres Árboles Carretera de la Aldehuela - Recinto Ferial IFEZA |                                                                       | Calle de Candelaria Ruiz del Árbol Parador de Turismo - Conjunto histórico Ciudad Deportiva - Parque de los Tres Árboles Carretera de la Aldehuela - Recinto Ferial IFEZA A-11 E-82 Tordesillas - Valladolid - Madrid |                                                                       |                                                                       |                                                                       |
| 2,820                                                                 |                                                                                | | Fin de la: ZA-20 1ª Circunvalación de Zamora Continúa por: |                                                                       | Inicio de la: ZA-20 1ª Circunvalación de Zamora Continúa por: |                                                                       |                                                                       |                                                                       |
| 2,820                                                                 | ZA-13 N-630 Morales del Vino A-66 Salamanca CL-605 CL-527 ZA-610 ZA-305 ZA-624 | ZA-20 Todas direcciones | |                                                                       | |                                                                       |                                                                       |                                                                       |

## Traspaso de competencias[5]
En la actualidad, existe una negociación entre el Ayuntamiento de Zamora y el Ministerio de Fomento para el traspaso de competencias tanto de esta vía como de la avenida Galicia, Puerta de la Feria y avenida de Requejo, hasta la estación ETAP. El retraso en la cesión de competencias se debe a que las condiciones que ofrece el Ministerio de Fomento no acaban de convencer al Ayuntamiento de Zamora y a la celebración anticipada de las Elecciones Generales. Mientras que el Ministerio solo pretende la cesión de la competencia, mientras que el Ayuntamiento pretende ir más allá: cree que Fomento ha de encargarse del proyecto para «tranquilizar el tráfico» y «dar mayor seguridad a los peatones», para luego «ceder» las travesías a la ciudad «en las mejores condiciones posibles», llevando a cabo tareas como el cambio de aceras o la creación de zonas ajardinadas.